# Fontaine-Guérin

Fontaine-Guérin este o comună în departamentul Maine-et-Loire, Franța. În 2009 avea o populație de 935 de locuitori.